# 郵差叔叔
《郵差叔叔》（英語：Postman Pat）是由Woodland Animations制作的英国定格动画电视连续剧。该系列讲述了在虚构的格林代尔（Greendale）村庄为皇家邮政邮政服务工作的邮递员帕特·克利夫顿（Pat Clifton）的冒险经历。1981年，《郵差叔叔》的首部13集剧集在BBC一台上映。该剧由艾弗·伍德执导，脚本则是由英国儿童文学家约翰·康利夫创作。